# Sexe fort
Albums de Patricia Kaas
Piano Bar
(2002) Toute la musique...
(2005)
Sexe fort est le septième album studio de Patricia Kaas, sorti en 2003.

## Liste des titres
| No  | Titre                                 | Auteur                                                 | Durée |
| --- | ------------------------------------- | ------------------------------------------------------ | ----- |
| 1.  | Où sont les hommes ?                  | Léa Ivanne, Bill Ghiglione                             | 3:50  |
| 2.  | L'Abbé Caillou                        | Pierre-Yves Lebert, Asdorve, Pascal Obispo             | 4:40  |
| 3.  | Je ne veux plus te pardonner          | David Manet, Salvatore Campanile                       | 3:27  |
| 4.  | La nuit est mauve                     | Renaud Séchan, François Bernheim                       | 4:21  |
| 5.  | C'est les femmes qui mènent la danse  | David Manet                                            | 3:33  |
| 6.  | On pourrait (duo avec Stephan Eicher) | Jean-Jacques Goldman                                   | 3:46  |
| 7.  | J'en tremblerai encore                | David Manet                                            | 3:08  |
| 8.  | Je t'aime, je ne t'aime plus          | Étienne Roda-Gil, David Manet                          | 2:57  |
| 9.  | C'est la faute à la vie               | Jean-Jacques Goldman                                   | 4:00  |
| 10. | Je le garde pour toi                  | Enrique Andreu, J. Kapler                              | 3:23  |
| 11. | Ma blessure                           | Sylvain Moraillon, Salvatore Campanile, Patrick Dupont | 3:20  |
| 12. | Des regrets                           | Pascal B. Carmen                                       | 5:00  |
| 13. | Tu pourras dire                       | Patrick Fiori, Marie-Jo Zarb, Noam Kaniel              | 3:32  |
| 14. | Peut-être que peut-être               | Francis Cabrel, Olivier Dodane, Bruno Le Roux          | 3:51  |
| 15. | Une question de temps                 | David Manet, Louis Bertignac                           | 3:44  |
| 16. | Je maudis                             | Christian Vié, Sammy Wilcox                            | 2:38  |

## Certification
| Pays         | Certification | Équivalence/Ventes |
| ------------ | ------------- | ------------------ |
| France(SNEP) | 2x Or         | 200,000            |